# Вир (острво)
Вир (итал. Puntadura) је северно далматинско острво на којем се налази истоимена општина. Налази се близу града Нина, одвојено од копна код мјеста Привлака плитким газом. Газ је за време Аустроугарске прокопан како би кроз њега могли пролазити мањи бродови. На том најближем положају према копну, седамдесетих година 20. вијека, саграђен је мост на 11 стубова.
На острву се налази само једно насеље, Вир, које се састоји од центра и засеока Торови, Лозице и Козјак. Највиши врх Вира је Барбињак, 116 м н/м. Острво је слабије разуђено.

На сјевероисточном погледу с Вира протеже се острво Паг, а југозападни поглед гледа на Вирско море и острва Угљан, Сеструњ, Ривањ, Молат и Ист. Острво Вир се први пут у историјским документима спомиње 1069. године у даровници краља Петра Крешимира IV. У споменутом документу острво Вир се назива „Ueru“. На острву, у заљеву Козјак налазе се остаци старе млетачке тврђаве из 17. века.

Острво и општина, према попису становништва из 2011. године, имају 3.000 становника.